# Picea linzhiensis
Picea linzhiensis ist eine Art aus der Familie der Kieferngewächse (Pinaceae). Keith Rushforth erkannte ihr im Jahr 2008 den Rang einer eigenständigen Art an. Sie wird dennoch von manchen Autoren als eine Varietät der Likiang-Fichte (Picea likiangensis) angesehen. Die Art ist im südlichen China heimisch und weitere, bisher unbestätigte Vorkommen könnte es auch im nordöstlichen Indien geben.

## Beschreibung
Picea linzhiensis wächst als immergrüner Baum, der Wuchshöhen von 30 bis 50 Metern und Brusthöhendurchmesser von 0,6 bis 2 Meter erreichen kann. Der Stamm endet in einer säulenartigen Krone. Die silbrig graue Stammborke weist dünne, bräunlich gefärbte Risse auf. Die Rinde der Zweige weist eine dunkelbraune Behaarung auf und ist anfangs hellbraun oder orangebraun, verfärbt sich mit der Zeit aber gräulich.
Die an der Basis harzigen, haselnussbraunen Winterknospen werden bis zu 0,9 Zentimeter lang und sind konisch-eiförmig geformt. Die rund 1 Millimeter großen Pulvini sind behaart. Die an der Oberseite glänzend grünen Nadeln werden 2 bis 3 Zentimeter lang und zwischen 0,1 und 0,15 Zentimeter breit. Ihre Spitze ist spitz zulaufend. Auf der Nadelunterseite befinden sich zwei und auf der Nadeloberseite keine, oder sehr selten ein bis zwei unvollständige, gräulich grüne Stomatabänder.
Picea linzhiensis ist einhäusig-getrenntgeschlechtig (monözisch). Die Zapfen werden 5 bis 12 Zentimetern lang. Sie sind anfangs leicht violett gefärbt und verfärben sich bis zur Reife hin braun. Die dünnen und biegsamen Samenschuppen sind abgerundet oder rautenförmig geformt. Ihr Rand ist unregelmäßig gezackt. Die dunkelbraunen Samen werden rund 4 Millimeter lang und etwa 2,5 Millimeter breit. Sie haben einen etwa 5 Millimeter langen und rund 4 Millimeter breiten, blassbraunen Samenflügel.
Die Chromosomenzahl beträgt 2n = 24.

## Verbreitung und Standort
Das natürliche Verbreitungsgebiet von Picea linzhiensis liegt im südlichen China. Es umfasst dort den im südöstlichen Tibet gelegenen Flusslauf des Yarlung Tsangpo. Zwei weitere, bisher nicht näher untersuchte Vorkommen könnte es im südwestlichen Sichuan und dem in Yunnan gelegenen Kreis Shangri-La geben. Ein weiteres Vorkommen könnte es auch in nordindischen Bundesstaat Arunachal Pradesh geben.
Picea linzhiensis gedeiht in Höhenlagen von 3000 bis 3800 Metern. Sie wächst vor allem in Gebirgen in Nadelwäldern. Mischbestände werden in tieferen Höhenlagen vor allem mit Armands Kiefer (Pinus armandii) und seltener auch mit Pinus densata gebildet. In mittleren Höhenlagen bildet die Art Reinbestände oder Mischbestände mit verschiedenen Tannen (Abies) und mit der Sikkim-Lärche (Larix griffithii) aus. Ab einer Höhenlage von rund 3600 bis 3800 Metern gehen diese Wälder in reine Tannenwälder ohne Bestände Picea linzhiensis über. Im Unterholz der Wälder findet man häufig den Geschwänzten Ahorn (Acer caudatum), die Sichuan-Birke (Betula szechuanica), die Himalaya-Birke (Betula utilis), den Kirschapfel (Malus baccata) und Mehlbeeren (Sorbus) während die Strauchschicht meist aus verschiedenen Arten von Prachtglocken (Enkianthus), Spindelsträuchern (Euonymus), Fargesia, Heckenkirschen (Lonicera) und Rhododendren (Rhododendron) besteht.
Picea linzhiensis wird in der Roten Liste der IUCN als „gering gefährdet“ eingestuft. Als Hauptgefährdung werden Holzschlägerungen zusammen mit der geringen Regenerationsrate genannt. Der Gesamtbestand der Art gilt als rückläufig. Aus diesem Grund hat die chinesische Regierung die Schlägerung dieser Art im westlichen China verboten.

## Systematik
Picea linzhiensis wird innerhalb der Gattung der Fichten (Picea) der Untergattung Casicta, der Sektion Sitchenses und der Serie Likiangenses zugeordnet.
Die Erstbeschreibung als Picea likiangensis var. linzhiensis erfolgte 1975 durch Wan-Chun Cheng und Li-kuo Fu in Acta Phytotaxonomica Sinica, Band 13 (4), S. 83–84. Keith Rushforth erhob die Varietät im Jahr 2008 in International Drendrology Society Year Book 2007, Seite 48 zur eigenständigen Art Picea linzhiensis. Rushforth geht davon aus, dass sich die gemeinsame Entwicklungslinie von Picea likiangensis und Picea linzhiensis vor 3,6 bis 2,6 Millionen Jahren trennte.